# رایو
رایو (به ژاپنی: ラー油 tare) یک نوع چاشنی است که از افزودن  فلفل قرمز (توگاراشی) و ادویه (کوشینریو) به روغن مایع گیاهی ترکیب شده‌است. در اصل یکی از چاشنی‌های آشپزی چینی است که در آشپزی کشورهای دیگر هم بکار می‌رود. در تهیهٔ آن تره فرنگی، زنجبیل،  سیر و روغن کنجد نیز بکار می‌رود.